# هنري سيلفا
هنري سيلفا (بالإنجليزية: Henry Silva)‏ (و. 1928 – م) هو ممثل، وممثل مسرحي، وممثل تلفزيوني من الولايات المتحدة الأمريكية . ولد في مدينة نيويورك .

## التعليم
تعلم في إستوديو الممثلين

## روابط خارجية
- هنري سيلفا على موقع IMDb (الإنجليزية)
- هنري سيلفا على موقع روتن توميتوز (الإنجليزية)
- هنري سيلفا على موقع قاعدة بيانات الأفلام العربية
- هنري سيلفا على موقع ألو سيني (الفرنسية)
- هنري سيلفا على موقع أول موفي (الإنجليزية)
- هنري سيلفا على موقع قاعدة بيانات برودواي على الإنترنت (الإنجليزية)
- هنري سيلفا على موقع قاعدة بيانات الأفلام السويدية (السويدية)
- هنري سيلفا على موقع إن إن دي بي (الإنجليزية)
- هنري سيلفا على موقع قاعدة بيانات الفيلم (الإنجليزية)
- هنري سيلفا على موقع كينوبويسك (الروسية)